# W49
Pour les articles homonymes, voir W49 (homonymie).

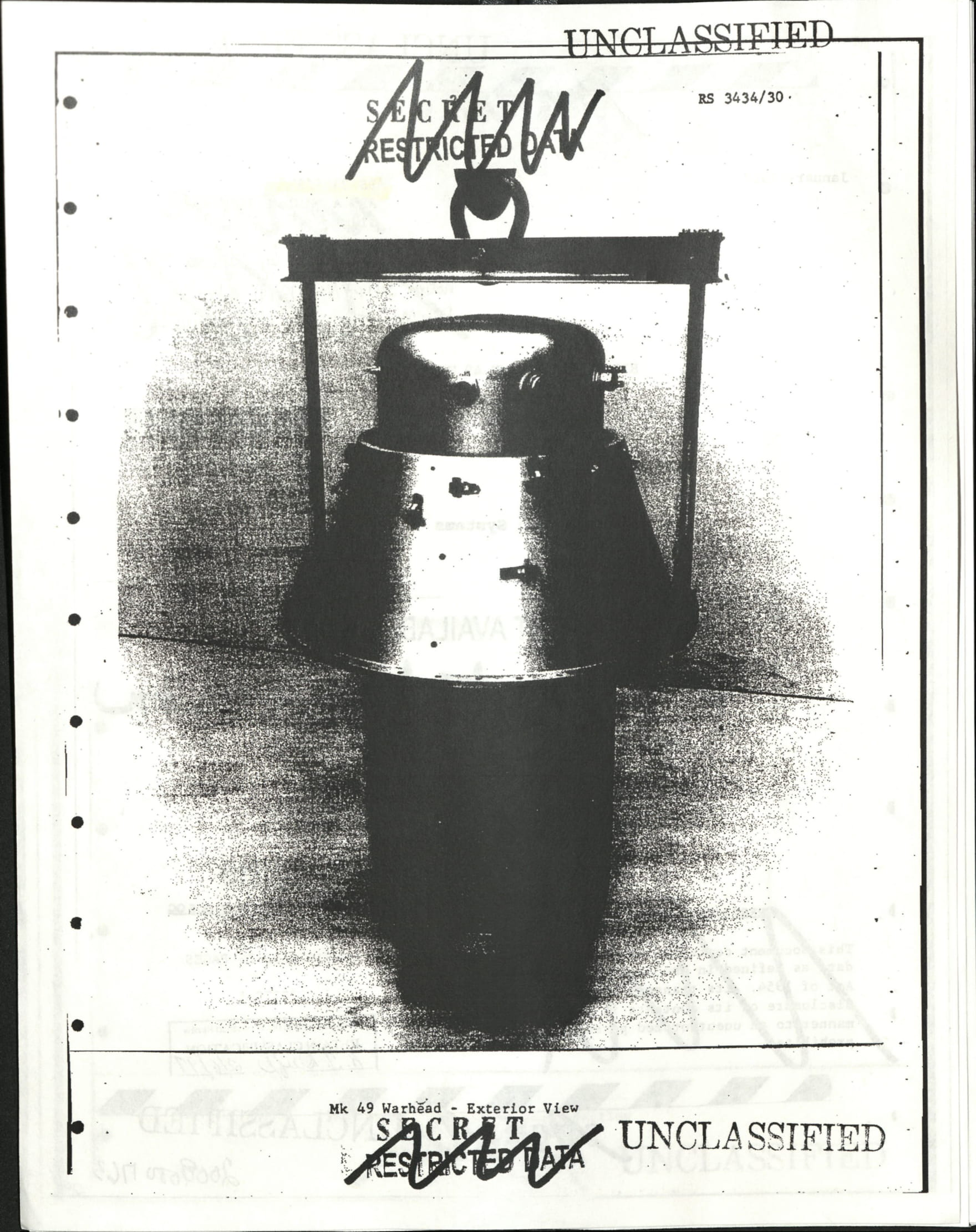
Une tête thermonucléaire Mark 49

La W49 est une ogive thermonucléaire américaine embarquée à bord des missiles Thor, Atlas, Jupiter et Titan I, fabriquée à partir de 1958 et en service jusqu'en 1963. Quelques ogives ont été stockées jusqu'en 1975.

## Description
La W49 semble dérivée de la B28.
La W49 avait un diamètre de 20 pouces (50,8 cm) et une longueur allant de 54 à 58 pouces (1,37 à 1,47 m) selon la variante, elle pesait entre 1 640 et 1 680 livres (745,45 à 763,64 kg).
La puissance explosive de la W49 était de 1,44 mégatonnes.